# Medinilla clemensiana
Medinilla clemensiana är en tvåhjärtbladig växtart som beskrevs av Regalado. Medinilla clemensiana ingår i släktet Medinilla och familjen Melastomataceae. Inga underarter finns listade i Catalogue of Life.